# 폰테베드라도
폰테베드라 주(스페인어와 갈리시아어: Pontevedra)는 스페인 서북부 갈리시아 지방에 있는 주이다. 주도는 폰테베드라이다. 스페인어와 갈리시아어를 쓴다. 북쪽으로는 라코루냐 주, 동쪽으로는 루고 주, 오렌세 주와 경계를 맞대고 있으며 남쪽으로는 포르투갈, 서쪽으로는 대서양과 인접해 있다. 인구는 943,117명(2006년 기준)이며 면적은 4,495km2이다.
폰테베드라 주는 62개의 자치시로 구성되어 있으며 폰테베드라 주에서 가장 큰 도시는 비고이다.

## 인구
| 연도                | 인구    | ±%     |
| ------------------- | ------- | ------ |
| 1900                | 457,262 | —      |
| 1930                | 568,011 | +24.2% |
| 1950                | 671,609 | +18.2% |
| 1981                | 859,897 | +28.0% |
| 2004                | 930,931 | +8.3%  |
| 2013                | 955,050 | +2.6%  |
| 2019                | 942,665 | −1.3%  |
| Source: INE and IGE |         |        |